# Eucremastus cyphostichae
Eucremastus cyphostichae är en stekelart som beskrevs av Lal 1967. Eucremastus cyphostichae ingår i släktet Eucremastus och familjen brokparasitsteklar. Inga underarter finns listade i Catalogue of Life.